# Presidenti della Repubblica di Cina
Elenco dei presidenti della Repubblica di Cina (1912-1949) e di Taiwan (dal 1949, dopo la guerra civile).

## Lista

### Presidenti della Repubblica di Cina dal 1912 al 1948
| Presidente                                             | Presidente | Insediamento     | Abbandono                       | Partito                    | Vicepresidente | Legislatura |
| ------------------------------------------------------ | ---------- | ---------------- | ------------------------------- | -------------------------- | -------------- | ----------- |
| GOVERNO PROVVISORIO                                    |            |                  |                                 |                            |                |             |
| Sun Yat-sen 孙逸仙                                     |            | 1º gennaio 1912  | 1º aprile 1912                  | Tongmenghui                | Li Yuanhong    | -           |
| Yuan Shikai 袁世凯                                     |            | 10 marzo 1912    | 10 ottobre 1913                 | Esercito Beiyang           | Li Yuanhong    | -           |
| GOVERNO BEIYANG                                        |            |                  |                                 |                            |                |             |
| Yuan Shikai 袁世凯                                     |            | 10 ottobre 1913  | 6 giugno 1916 (morto in carica) | Esercito Beiyang           | Li Yuanhong    | 1           |
| Li Yuanhong 黎元洪                                     |            | 7 giugno 1916    | 17 luglio 1917                  | Partito Progressista       | Feng Guozhang  | 1           |
| Feng Guozhang 冯国璋                                   |            | 17 luglio 1917   | 10 ottobre 1918                 | Cricca di Zhili            | Vacante        | 1           |
| Xu Shichang 徐世昌                                     |            | 10 ottobre 1918  | 2 giugno 1922                   | Cricca di Anhui            | Vacante        | 2           |
| Zhou Ziqi 周子琪 facente funzioni                      |            | 2 giugno 1922    | 11 giugno 1922                  | Cricca delle Comunicazioni | Vacante        | 2           |
| Li Yuanhong 黎元洪                                     |            | 11 giugno 1922   | 13 giugno 1923                  | Cricca della Ricerca       | Vacante        | 2           |
| Gao Lingwei 高凌蔚 facente funzioni                    |            | 13 giugno 1923   | 10 ottobre 1923                 | Indipendente               | Vacante        | 2           |
| Cao Kun 曹锟                                           |            | 10 ottobre 1923  | 2 novembre 1924                 | Cricca di Zhili            | Vacante        | 3           |
| Huang Fu 黄郛 facente funzioni                         |            | 2 novembre 1924  | 23 novembre 1924                | Indipendente               | Vacante        | 3           |
| Duan Qirui 段祺瑞 capo esecutivo provvisorio           |            | 23 novembre 1924 | 20 aprile 1926                  | Cricca di Anhui            | Vacante        | 3           |
| Hu Weide 胡惟德 facente funzioni                       |            | 20 aprile 1926   | 13 maggio 1926                  | Indipendente               | Vacante        | 3           |
| Yan Huiqing 阎慧卿 facente funzioni                    |            | 13 maggio 1926   | 22 giugno 1926                  | Indipendente               | Vacante        | 3           |
| Du Xigui 杜钖珪 facente funzioni                       |            | 22 giugno 1926   | 1º ottobre 1926                 | Cricca di Zhili            | Vacante        | 3           |
| Wellington Koo 顾维钧 facente funzioni                 |            | 1º ottobre 1926  | 16 giugno 1927                  | Indipendente               | Vacante        | 3           |
| GOVERNO MILITARE                                       |            |                  |                                 |                            |                |             |
| Zhang Zuolin 张作霖 Generalissimo del Governo Militare |            | 18 giugno 1927   | 3 giugno 1928                   | Militare                   | —              | —           |
| GOVERNO NAZIONALISTA                                   |            |                  |                                 |                            |                |             |
| Tan Yankai 譚延闓                                      |            | 3 giugno 1928    | 10 ottobre 1928                 | Kuomintang                 |                |             |
| Chiang Kai-shek 蒋介石                                 |            | 10 ottobre 1928  | 15 dicembre 1931                | Kuomintang                 | —              | —           |
| Lin Sen 林森                                           |            | 15 dicembre 1931 | 1º agosto 1943                  | Kuomintang                 | —              | —           |
| Chiang Kai-shek 蒋介石                                 |            | 1º agosto 1943   | 20 maggio 1948                  | Kuomintang                 | —              | —           |

### Presidenti della Repubblica di Cina dal 1948
Kuomintang
     Partito Progressista Democratico
| Presidente | Presidente | Presidente                         | Partito                          | Elezione   | Mandato         | Mandato                           | Vicepresidente                           |
| Presidente | Presidente | Presidente                         | Partito                          | Elezione   | Dal             | Al                                | Vicepresidente                           |
| ---------- | ---------- | ---------------------------------- | -------------------------------- | ---------- | --------------- | --------------------------------- | ---------------------------------------- |
|            |            | Chiang Kai-shek 蒋介石             | Kuomintang                       |            | 20 maggio 1948  | 21 gennaio 1949                   | Li Zongren                               |
|            |            | Li Zongren 李宗仁 facente funzioni | Kuomintang                       |            | 21 gennaio 1949 | 1º marzo 1950                     | -                                        |
|            |            | Chiang Kai-shek 蒋介石             | Kuomintang                       |            | 1º marzo 1950   | 5 aprile 1975 (morto in carica)   | - Li Zongren - Chen Cheng - Yen Chia-kan |
|            |            | Yen Chia-kan 严家淦                | Kuomintang                       |            | 6 aprile 1975   | 20 maggio 1978                    | -                                        |
|            |            | Chiang Ching-kuo 蒋经国            | Kuomintang                       |            | 20 maggio 1978  | 13 gennaio 1988 (morto in carica) | - Hsieu Tung-min - Lee Teng-hui          |
|            |            | Lee Teng-hui 李登辉                | Kuomintang                       | 1996       | 13 gennaio 1988 | 20 maggio 2000                    | - Li Yuan-zu - Lien Chan                 |
|            |            | Chen Shui-bian 陈水扁              | Partito Progressista Democratico | 2000, 2004 | 20 maggio 2000  | 20 maggio 2008                    | Annette Lu                               |
|            |            | Ma Ying-jeou 马英九                | Kuomintang                       | 2008, 2012 | 20 maggio 2008  | 20 maggio 2016                    | - Vincent Siew - Wu Den-yih              |
|            |            | Tsai Ing-wen 蔡英文                | Partito Progressista Democratico | 2016, 2020 | 20 maggio 2016  | 20 maggio 2024                    | - Chen Chien-jen - Lai Ching-te          |
|            |            | Lai Ching-te 賴清德                | Partito Progressista Democratico | 2024       | 20 maggio 2024  | in carica                         | Hsiao Bi-khim                            |